# 布文达谷
布文达谷（Buvinda Vallis）是火星刻布壬尼亚区的一条河谷，中心坐标位于北纬33.4度、西经208.1度，全长119.6公里，它以希伯尼亚的一条古河流，现在爱尔兰的博因河所命名。